# تاج‌ماهی تک‌شاخ
تاج‌ماهی تک‌شاخ یا تک‌شاخ‌ماهی (نام علمی: Eumecichthys fiski) نام یک گونه از تیره تاج‌ماهی است.